# Alive & Well
Alive & Well AIDS Alternatives est une organisation américaine à but non lucratif dont les membres ne croient pas que le virus de l'immunodéficience (VIH) humaine soit la cause du sida. Elle a été fondée en 1995 par Christine Maggiore (en), une Américaine testée positive au VIH en 1992. 

## Buts
La mission officielle de l'organisation est de relever des informations qui remettent en question la validité des contrôles pour détecter le VIH, l'efficacité et la dangerosité des traitements du sida, et d'une manière générale la plupart des affirmations communément admises à propos du VIH et du sida. La fondatrice de l'organisation, Christine Maggiore (en), estime en 2005 que l'organisation a assisté environ 50 mères séropositives dans l'élaboration de plans légaux pour éviter que leurs enfants subissent un dépistage du VIH ou un traitement anti-VIH.

## Membres
- Harvey Bialy, biologiste moléculaire né en 1945
- Christine Maggiore (en) (1956-2008), fondatrice